# Fernando Muslera
Fernando Muslera, teljes nevén Néstor Fernando Muslera Micol (Buenos Aires, 1986. június 16. –) uruguayi válogatott labdarúgó, 2015 óta az argentin Estudiantes kapusa.

## Pályafutása

### Montevideo Wanderers
Muslera a Montevideo Wanderers ifiakadémiáján kezdett futballozni, majd 2004-ben került fel a felnőtt csapathoz. Miután sorozatosan jó teljesítményt nyújtott és állandó helyet szerzett magának a kezdőben, 2006-ban kölcsönvette a Nacional Montevideo. Remek védéseivel többek között a Benfica, a Juventus, a Lazio és az Arsenal figyelmét is felhívta magára.

### Lazio
2007 telén 3 millió euróért leigazolta a Lazio a visszavonuló Angelo Peruzzi pótlására. Eredetileg az argentin Juan Pablo Carrizót szerették volna megszerezni, de munkavállalási engedély hiányában az ő szerződtetését elhalasztották. Muslera 2007. szeptember 16-án, a Cagliari ellen debütált, csapata 3–1-es győzelmet aratott.
Ezután még sorozatban négyszer kapott lehetőséget kezdőként, de október 7-én rendkívül rosszul játszott az AC Milan ellen. A Lazio 5–1-re kikapott, az öt gólból négyben ő is hibás volt. A meccs után kikerült a kezdőből és a veterán Marco Ballotta vette át a helyét. Muslera ezután a Bajnokok Ligájában sem jutott szerephez, de az összes olasz kupa meccsen ő védett, és remek teljesítményt nyújtott.
A 2008–09-es szezont második számú kapusként kezdte meg az új igazolás, Juan Pablo Carrizo mögött. 2009 januárjára sikerült kiszorítania a rossz formában védő és a vezetőséggel haragban lévő Carrizót a csapatból. A szezonban először a Sampdoria ellen lépett pályára kezdőként, és bár csapata 3–1-re kikapott, több bravúrt is bemutatott, Antonio Cassano büntetőjét is kivédte. Később a Napoli és a Genoa ellen is jól játszott, és pályára léphetett élete első Derby della Capitaléjén, az AS Roma ellen.
A kupában is remek teljesítményt nyújtott, nagy szerepe volt abban, hogy a Lazio az AC Milant és a Juventust is legyőzte. A döntőben a Sampdoria volt az ellenfél, végül Musleráék nyertek 6–5-re a büntetőpárbajban.
A 2009–10-es idényt már állandó kezdőként kezdte meg. Ő védett az olasz szuperkupában az Internazionale ellen is, a Lazio 2–1-re győzött. 2011 nyaráig játszott az olaszoknál.

### Galatasaray
Muslera 2011 júliusában a török Galatasaray SK-hoz igazolt 5 évre.
2011. november 5-én ő lett a "mérkőzés embere" miután megfogta az első büntetőt a Mersin İdmanyurdu ellen, így 0–0 lett a találkozó vége. 2012. április 8-án szerezte kapusként karrierje legelső gólját a 2011–12-es évad utolsó mérkőzésén büntetőből a Manisaspor ellen.
A 2012–13-as szezonban ő lett a Galatasaray első számú kapusa. Az idény első meccsén 2–1 arányban győzelmet ünnepelhettek a Kasımpaşa ellen. 2012. szeptember 19-én debütát az Bajnokok Ligájában a Manchester United ellen az Old Traffordon. Ugyan csapata 1–0-ra kikapott, de fogott egy büntetőt, amelyet Nani lőtt. A 34 mérkőzésből 33-on kezdő volt a Galatasaray-nál, akik a szezon végén megtartották a bajnoki címüket.
2013. november 3-án lábujjtörést szenvedett, melynek következtében kihagyott három Süper Lig és kettő Bajnokok Ligája találkozót, de így is 34 meccsből ott volt 29-en.
A 2013–14-es idény végén bejelentették, hogy Muslera egészen 2018-ig meghosszabbította kontraktusát a klubbal, szezononként pedig 2,75 millió eurót fog keresni.
A 2014–15-ös bajnokságban 31-szer lépett pályára és csapata visszahódította a bajnoki címet, de a 2015-ös Copa Américán való részvétele miatt kihagyni kényszerült a végül megnyert török kupa döntőt a Bursaspor ellen.
2020. június 14-én a Çaykur Rizespor elleni bajnokin síp- és szárkapocscsont törést szenvedett, miután összecsúszott az ellenfél egyik játékosával, Milan Skodával. Mentőautóval szállították kórházba, ahol megműtötték. Felépülése körülbelül fél évet vett igénybe. 2021. január 20-án tért vissza a Denizlispor ellen fölényesen, 6–1-re megnyert hazai mérkőzésen, amelyen végigjátszott és visszakapta a csapatkapitányi karszalagot is.

### Estudiantes
2025. június 24-én jelentették be, hogy a 2026 decemberéig aláírt az argentin Estudiantes csapatához.

### A válogatottban
Muslera 2009. október 10-én, Ecuador ellen debütált az uruguayi válogatottban.
A 2010-es világbajnokságon a nyitónapon, június 11-én, Franciaország ellen játszott először. Később a csoportmeccsek során Dél-Afrika és Mexikó ellen is pályára lépett, egyik meccsen sem kapott gólt. A nyolcaddöntőben, Dél-Korea ellen is ő védett, Uruguay 2-1-re győzött. A negyeddöntőben Ghána volt a válogatott ellenfele. A rendes játékidő és a hosszabbítás sem hozott döntést, 120 perc után is 1–1 volt az eredmény, így büntetőpárbaj következett. Itt kétszer is hárítani tudott, így Uruguay jutott az elődöntőbe. Egy évvel később pedig megnyerték a 2011-es Copa Américát is.
A 2018-as labdarúgó-világbajnokságon az Oroszország ellen 3–0-ra megnyert csoportmérkőzésén ünnepelte 100. válogatottságát, egyben hazája vb-részvételi rekordere is lett 14. fellépésével, megelőzve Ladislao Mazurkiewiczet.

## Statisztikái

### Klubokban
2021. január 24-én frissítve.
| Klub                 | Szezon           | Bajnokság | Bajnokság | Kupa  | Kupa | Nemzetközi | Nemzetközi | Egyéb | Egyéb | Összesen | Összesen |
| Klub                 | Szezon           | Mérk.     | Gól       | Mérk. | Gól  | Mérk.      | Gól        | Mérk. | Gól   | Mérk.    | Gól      |
| -------------------- | ---------------- | --------- | --------- | ----- | ---- | ---------- | ---------- | ----- | ----- | -------- | -------- |
| Montevideo Wanderers | 2004             | 2         | 0         | —     | —    | —          | —          | —     | —     | 2        | 0        |
| Montevideo Wanderers | 2005             | 29        | 0         | —     | —    | —          | —          | —     | —     | 29       | 0        |
| Montevideo Wanderers | 2005–06          | 0         | 0         | —     | —    | —          | —          | —     | —     | 0        | 0        |
| Montevideo Wanderers | 2006–07          | 13        | 0         | —     | —    | —          | —          | —     | —     | 13       | 0        |
| Montevideo Wanderers | Összesen         | 44        | 0         | —     | —    | —          | —          | —     | —     | 44       | 0        |
| Nacional             | 2006–07          | 4         | 0         | —     | —    | —          | —          | —     | —     | 4        | 0        |
| Nacional             | 2007–08          | 1         | 0         | —     | —    | —          | —          | —     | —     | 1        | 0        |
| Nacional             | Összesen         | 5         | 0         | —     | —    | —          | —          | —     | —     | 5        | 0        |
| Lazio                | 2007–08          | 9         | 0         | 4     | 0    | —          | —          | —     | —     | 13       | 0        |
| Lazio                | 2008–09          | 15        | 0         | 6     | 0    | —          | —          | —     | —     | 21       | 0        |
| Lazio                | 2009–10          | 36        | 0         | 2     | 0    | 4          | 0          | 1     | 0     | 43       | 0        |
| Lazio                | 2010–11          | 36        | 0         | 0     | 0    | —          | —          | —     | —     | 36       | 0        |
| Lazio                | Összesen         | 96        | 0         | 12    | 0    | 4          | 0          | 1     | 0     | 113      | 0        |
| Galatasaray          | 2011–12          | 39        | 1         | 0     | 0    | —          | —          | —     | —     | 39       | 1        |
| Galatasaray          | 2012–13          | 33        | 0         | 0     | 0    | 10         | 0          | 1     | 0     | 44       | 0        |
| Galatasaray          | 2013–14          | 29        | 0         | 3     | 0    | 6          | 0          | 1     | 0     | 39       | 0        |
| Galatasaray          | 2014–15          | 31        | 0         | 1     | 0    | 5          | 0          | 1     | 0     | 38       | 0        |
| Galatasaray          | 2015–16          | 33        | 0         | 6     | 0    | 8          | 0          | 1     | 0     | 48       | 0        |
| Galatasaray          | 2016–17          | 34        | 0         | 0     | 0    | —          | —          | 1     | 0     | 35       | 0        |
| Galatasaray          | 2017–18          | 33        | 0         | 3     | 0    | 2          | 0          | —     | —     | 38       | 0        |
| Galatasaray          | 2018–19          | 33        | 0         | 3     | 0    | 8          | 0          | 1     | 0     | 45       | 0        |
| Galatasaray          | 2019–20          | 26        | 0         | 2     | 0    | 6          | 0          | 1     | 0     | 34       | 0        |
| Galatasaray          | 2020–21          | 2         | 0         | 0     | 0    | —          | —          | 0     | 0     | 2        | 0        |
| Galatasaray          | Összesen         | 293       | 1         | 18    | 0    | 45         | 0          | 7     | 0     | 363      | 1        |
| Karrier összesen     | Karrier összesen | 438       | 1         | 30    | 0    | 49         | 0          | 8     | 0     | 525      | 1        |

### A válogatottban
2019. november 15-én frissítve.
| Uruguay  | Uruguay  | Uruguay |
| Nemzet   | Mérkőzés | Gól     |
| -------- | -------- | ------- |
| 2009     | 4        | 0       |
| 2010     | 12       | 0       |
| 2011     | 15       | 0       |
| 2012     | 10       | 0       |
| 2013     | 14       | 0       |
| 2014     | 11       | 0       |
| 2015     | 11       | 0       |
| 2016     | 11       | 0       |
| 2017     | 6        | 0       |
| 2018     | 11       | 0       |
| 2019     | 11       | 0       |
| Összesen | 116      | 0       |

## Sikerei, díjai

### Klubcsapatokban
Nacional
- Liguilla: 2007

 Lazio
- Olasz kupa: 2009
- Olasz szuperkupa: 2009

 Galatasaray
- Török bajnok: 2010–11, 2012–13, 2014–15, 2017–18, 2018–19, 2022–23, 2023–24, 2024–25
- Török kupa: 2013–14, 2014–15, 2015–16, 2018–19, 2024–25
- Török szuperkupa: 2012, 2013, 2015, 2016, 2019, 2023

### A válogatottban
Uruguay
- Copa América: 2011
- Világbajnokság negyedik helyezett: 2010
- Konföderációs kupa negyedik helyezett: 2013

## Fordítás
- Ez a szócikk részben vagy egészben  a   Fernando Muslera című angol Wikipédia-szócikk fordításán alapul.  Az eredeti cikk szerkesztőit annak laptörténete sorolja fel. Ez a jelzés csupán a megfogalmazás eredetét és a szerzői jogokat jelzi, nem szolgál a cikkben szereplő információk forrásmegjelöléseként.

## Külső hivatkozások
- Pályafutása statisztikái
- Adatlapja a Lazio honlapján